# Matthew Le Nevez
Matthew "Matt" Le Nevez (nascido em 10 de janeiro de 1979, em Canberra, Austrália) é um premiado ator Australiano. Ele é mais conhecido por seus papéis como o médico Patrick Reid na série de TV Offspring e como o detetive Brian Dutch no sci-fi  Tasmanian Gothic, e no programa de televisão The Kettering Incident.

## Vida pessoal
Em 2014, Le Nevez e sua esposa Michelle Smith tiveram seu filho Levi Le Nevez.
Le Nevez é um ávido defensor do Richmond na AFL e Canberra Raiders na NRL.